# 大茂絵里子
大茂 絵里子（だいも えりこ、1982年 - ）は、日本のマリンバ奏者。鹿児島県出身、ジュリアード音楽院プレカレッジ講師、ニューヨーク大学非常勤講師。アメリカ在住。

## 受賞歴
- 2000年 - 全日本中学生・高校生ソロコンテスト第1位、グランプリ賞。
- 2003年 - JILA国際芸術連盟ソロコンクール第1位。
- 2003年 - パリ学生国際マリンバコンクール第2位。
- 2004年 - 日本打楽器新人コンクール第1位。
- 2004年 - ベルギー国際マリンバコンクール第1位、グランプリ賞。
- 2008年 - マリンバが伝統楽器であるメキシコ政府より文化功労賞が贈られる。

## ディスコグラフィー
- 2013年4月27日　デビューCD『ORIGIN』を世界配信。
コペンハーゲン・オペラグラスにて収録。
ゲストアーティスト、Johan Bridger、Patrick Raab、Ronni Kot Wenzell。
写真とデザインをセレブリティーフォトグラファー、Gian Andrea di Stefanoが務める。

## 師事
これまでに森亮子（ピアニスト）、中間貴子、神谷百子、今村三明、Nancy Zeltsman、Ed Saindon、Dave Samuels、Karl Paulnack（ピアニスト）、Pierre Hurel（ピアニスト）に師事。